# METTL15
METTL15 (англ. Methyltransferase like 15) – білок, який кодується однойменним геном, розташованим у людей на 11-й хромосомі. Довжина поліпептидного ланцюга білка становить 407 амінокислот, а молекулярна маса — 46 121.
| 10         |  | 20         |  | 30         |  | 40         |  | 50         |
| ---------- |  | ---------- |  | ---------- |  | ---------- |  | ---------- |
| MLRYPYFCRM |  | YKECLSCWLE |  | SGIPNLGVWP |  | NRIHTTAEKY |  | REYEAREQTD |
| QTQAQELHRS |  | QDRDFETMAK |  | LHIPVMVDEV |  | VHCLSPQKGQ |  | IFLDMTFGSG |
| GHTKAILQKE |  | SDIVLYALDR |  | DPTAYALAEH |  | LSELYPKQIR |  | AMLGQFSQAE |
| ALLMKAGVQP |  | GTFDGVLMDL |  | GCSSMQLDTP |  | ERGFSLRKDG |  | PLDMRMDGGR |
| YPDMPTAADV |  | VNALDQQALA |  | SILRTYGEEK |  | HAKKIASAIV |  | QARSIYPITR |
| TQQLASIVAG |  | AFPPSAIYTR |  | KDLLQRSTHI |  | ATKTFQALRI |  | FVNNELNELY |
| TGLKTAQKFL |  | RPGGRLVALS |  | FHSLEDRIVK |  | RFLLGISMTE |  | RFNLSVRQQV |
| MKTSQLGSDH |  | ENTEEVSMRR |  | APLMWELIHK |  | KVLSPQDQDV |  | QDNPRGRSAK |
| LRAAIKL    |  |            |  |            |  |            |  |            |

A: Аланін

C: Цистеїн

D: Аспарагінова кислота

E: Глутамінова кислота

F: Фенілаланін

G: Гліцин

H: Гістидин

I: Ізолейцин

K: Лізин

L: Лейцин

M: Метіонін

N: Аспарагін

P: Пролін

Q: Глутамін

R: Аргінін

S: Серин

T: Треонін

V: Валін

W: Триптофан

Кодований геном білок за функціями належить до трансфераз, метилтрансфераз, фосфопротеїнів. 
Задіяний у такому біологічному процесі, як альтернативний сплайсинг. 
Білок має сайт для зв'язування з S-аденозил-L-метіоніном. 